# Bataille de Westport
Guerre de Sécession
Batailles
Expédition de Price au Missouri
- Fort Davidson
- 4e Boonville
- Glasgow
- Lexington
- Little Blue River
- 2e Independence
- Byram's Ford
- Westport
- Marais des Cygnes
- Mine Creek
- Marmiton River
- 2e Newtonia

La bataille de Westport, parfois appelée le « Gettysburg de l'Ouest », s'est déroulée le 23 octobre 1864, dans l'actuelle Kansas City, au Missouri, au cours de la guerre de Sécession. Les forces de l'Union sous le commandement du major général Samuel R. Curtis obtiennent une victoire décisive sur une force en infériorité numérique confédérée commandée par le major général Sterling Price. Cet engagement est le point d'orgue de l'expédition de Price dans le Missouri, forçant son armée à la retraite. La bataille termine la dernière offensive confédérée à l'ouest du fleuve Mississippi, et pendant le reste de la guerre, l'armée des États-Unis conserve un contrôle solide sur la plupart du Missouri. Cette bataille est l'une des plus importantes livrées à l'ouest du fleuve Mississippi, avec plus de 30 000 hommes engagés.

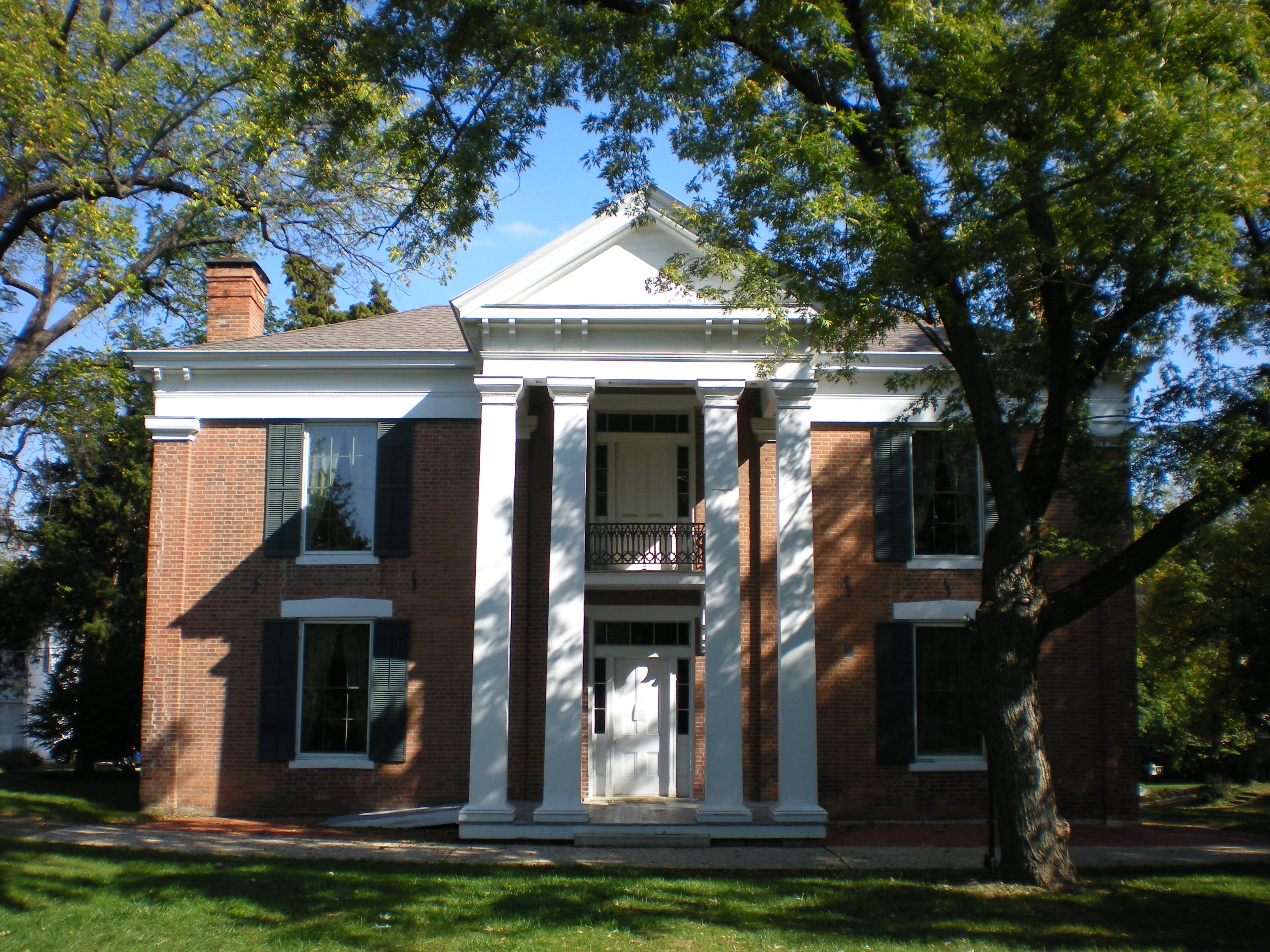
Maison de John Wornall, qui a été utilisé par les deux camps comme un hôpital

## Westport
Westport (qui fait maintenant partie de Kansas City, Missouri) a déjà eu sa place dans l'histoire lorsque les armées de l'Union et de la Confédération s'affrontent en 1864. John Calvin McCoy, connu comme le « père de Kansas City », a arrangé la ville, et les pionniers voyageant le long de l'Oregon, de la Californie et de la piste de Santa Fe y passent sur leur chemin vers l'ouest. Westport remplace progressivement Independence qui se trouve à proximité comme « point de départ » pour les pistes vers l'ouest, contribuant ainsi à la croissance de la ville.[réf. nécessaire]
Pendant la guerre de Sécession, à proximité de Kansas City (alors connue comme la Ville du Kansas), Wesport sert de quartier général pour le « district de la frontière » fédéral, et est occupée par un important contingent de troupes de l'Union. Alors que son éclat municipal commence à s'estomper au profit de son voisin du nord, elle a encore de l'importance dans la région. Il s'avère, cependant, que la décision de se battre ici est le résultat d'une chaîne d'événements qui ont peu à voir avec une quelconque importance stratégique de la ville en elle-même.[réf. nécessaire]

## Commencement du raid de Price
En septembre 1864, Sterling Price conduit son armée du Missouri, au Missouri, avec l'espoir de capturer l'État pour le Sud et retourner l'opinion des habitants du Nord contre Abraham Lincoln lors de l'élection présidentielle de 1864. Le major général William S. Rosecrans, commandant le département du Missouri fédéral, commence à rassembler des troupes pour repousser l'invasion. La cavalerie de Rosecrans sous les ordres du major général Alfred Pleasonton se lance à la poursuite de la force de Price, accompagnée par un grand détachement d'infanterie de l'armée du Tennessee sous les ordres d'Andrew J. Smith. Après sa défaite à la bataille de fort Davidson, Price réalise que Saint Louis est trop lourdement fortifiée pour sa force plutôt petite (12 000 hommes), il se tourne donc vers l'ouest pour menacer Jefferson City. Après une petite escarmouche, Price décide à nouveau que cet objectif est également trop lourdement fortifié et part plus à l'ouest en direction du fort Leavenworth. Alors qu'il est en marche, la maladie et la désertion, couplées avec les pertes sur le champ de bataille, réduisent la force de Price à 8 500 hommes.

## Réponse de l'Union
Le major général Samuel R. Curtis, commandant le département fédéral du Kansas, fait maintenant face à la menace de l'armée de Price se déplaçant dans son département, après avoir appris les mouvements confédérés par des espions, dont Wild Bill Hickok. Curtis en conséquence rassemble ses troupes en une force qu'il nomme l'armée des confins. James G. Blunt est rappelé des campagnes contre les indiens pour mener sa première division, composée principalement de régiments de volontaires et quelques-uns de la milice du Kansas. Initialement, Curtis est seulement capable de rassembler environ 4 000 volontaires ; il demande au gouverneur du Kansas Thomas Carney d'appeler la milice de l'État pour renforcer ses forces. Le gouverneur Carney soupçonne immédiatement Curtis d'éloigner la milice loin de ses districts électoraux, alors que les élections approchent. Carney se soucie peu de la force de Price qui se trouve au loin dans le Missouri, et estime qu'il ne présente aucune menace pour le Kansas. Cependant, une fois que Price se dirige vers l'ouest, en direction de Jefferson City, Carney cède et le major général George Dietzler prend le commandement d'une division de la milice du Kansas qui rejoint alors l'armée des confins de Curtis.[réf. nécessaire]

## Litiges de commandement
Par ordre du major général Blunt (ordre général de terrain No 2) les régiments de la milice de William H. M. Fishbeck, brigadier-général de la milice, sont placés sous le commandement de Charles W. Blair, colonel des volontaires ; Fishbeck est furieux que son commandement soit subordonné à un officier volontaire. Comme la loi du Kansas dispose que la milice doit être gardée sous le commandement d'officiers de la milice, Fishbeck ne tient pas compte de l'ordre de Blunt. Blunt fait arrêter Fishbeck et le détient jusqu'à ce qu'il soit relâché par ordre du major général Curtis. Une fois libéré, Fishbeck reprend le commandement des régiments de la milice du Kansas, avec l'ordre d'obéir aux directives qui viennent du major général Blunt. Ce fastidieux arrangement donne au brigadier général Fishbeck le commandement direct des unités de la milice rattachées à la troisième brigade de la première division, et le colonel Charles Blair est au commandement général de la brigade. Howard N. Monnett décrit la disposition comme une « brigade au sein de la brigade ». Blair et Fishbeck mènent la milice au combat à Westport (accompagnée sur le terrain par le major général George W. Dietzler), puis lors de la poursuite qui s'ensuit de Price jusqu'à ce que le major général Curtis donne l'ordre à la milice de retourner chez elle.

## Bataille

### Prélude
Le général Curtis envoie le gros de sa première division sous les ordres du général James Blunt pour affronter les confédérés à Lexington, à environ quarante miles à l'est de Kansas City, le 19 octobre. Blunt est incapable d'arrêter Price, mais ralentit sa progression et recueille des renseignements sur les forces confédérées. Encore une fois, à la rivière Litle Blue le 21 octobre, Blunt est forcé de retraiter — mais pas sans avoir suffisamment ralenti Price pour permette à la division de cavalerie fédérale d'Alfred Pleasonton de combler l'écart entre lui et les rebelles. Des combats supplémentaires ont lieu le lendemain, à Independence, avec Price sortant encore une fois victorieux. Curtis a près de soixante ans, et l'âge a pris le pas sur son désir pour le combat ; cependant, grâce à son subalterne agressif le général Blunt, Curtis décide de livrer un autre combat au sud de Westport. Blunt supervise personnellement la construction d'une ligne de défense au sud de la ville, le long de la Brush Creek, perpendiculaire à la frontière du Kansas.[réf. nécessaire]

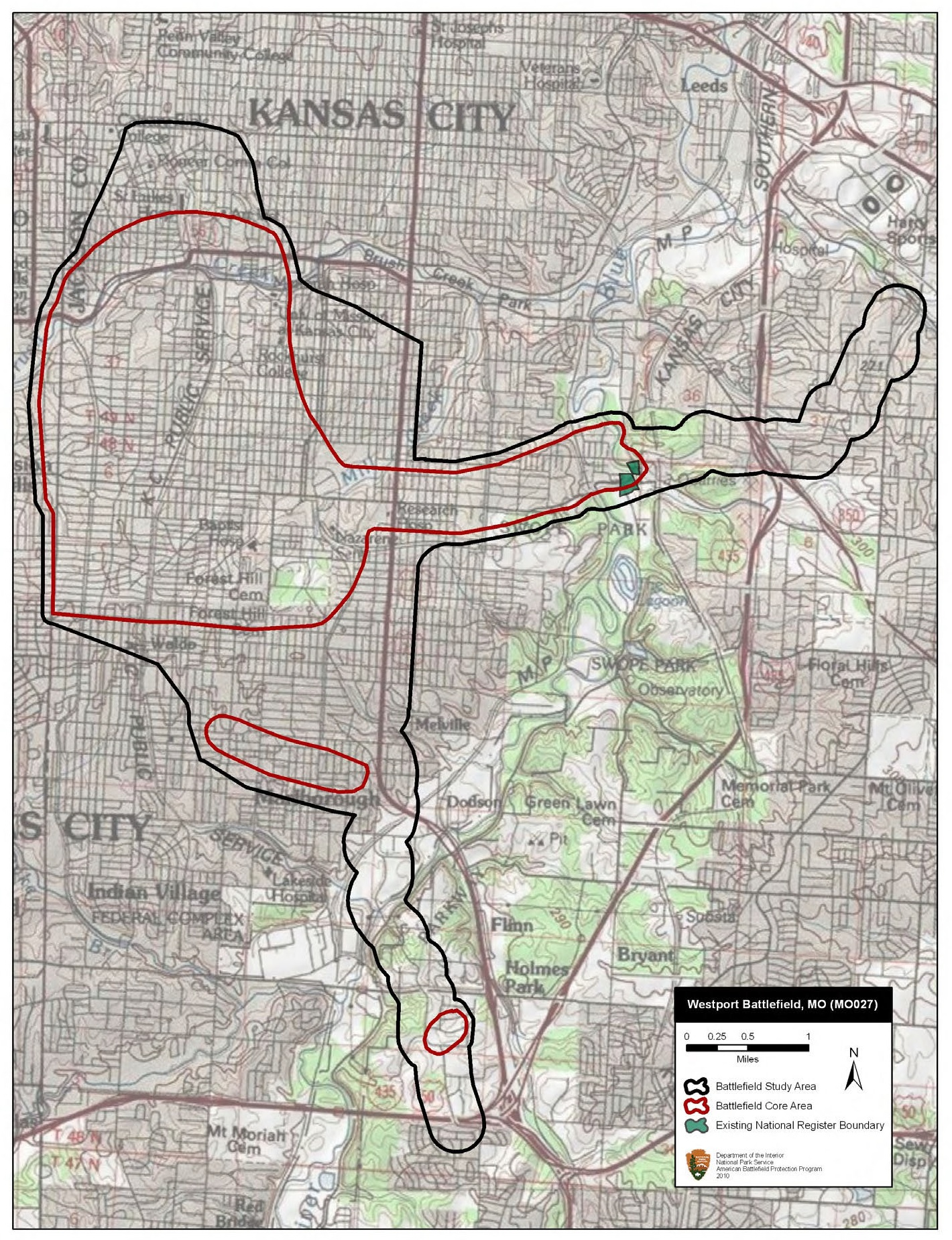
Carte du champ de bataille de Westport et des zones d'étude par le programme de protection des champs de bataille américains.

Price est conscient des forces sur son front et ses arrières, qui, ensemble, sont plus nombreuses que lui à près de trois contre un, alors il se décide à les traiter une à la fois. Il décide d'attaquer l'armée de Curtis d'abord, à Westport. Presque aussi vieux que son adversaire, Price laisse la direction de l'engagement à son subordonné, le général Jo Shelby. Avec près de 500 wagons et de 5 000 têtes de bétail, Price a d'abord besoin d'un gué pour faire traverser à ses trains d'approvisionnement la rivière Blue, près de Westport. L'une des divisions de Price sous les ordres de John S. Marmaduke force en conséquence un passage au niveau de Byram's Ford le 22, puis prend position sur la rive ouest pour tenir la cavalerie fédérale de Pleasonton à distance, qui menace désormais les arrières de Price. Deux autres divisions confédérées sous les ordres de Shelby et de James Fagan, sont prêtes à lancer un assaut sur Blunt le long de la Brosse Creek le lendemain, espérant le vaincre avant l'arrivée en force de Pleasonton sur le terrain.[réf. nécessaire]

### Action à Brush Creek
Anticipant l'attaque imminente de Price, Blunt a placé ses trois brigades, le long de la Brosse Creek, tandis qu'une quatrième sous les ordres du colonel Charles Blair est en route à partir de Kansas City. La brigade de J. Hobart Ford se trouve à l'est de Wornall Lane (aujourd'hui Wornall Road). La brigade de Charles "Doc" Jennison se trouve à l'ouest de Wornall, avec une batterie d'artillerie en soutien. Deux régiments de cavalerie comblent le trou à l'ouest entre Jennison et la frontière entre le Kansas et le Missouri. À un angle droit de Jennison, la brigade de Thomas Moonlight est parallèle à la ligne de l'état. Moonlight est placé soit pour soutenir Jennison, soit pour se déplacer contre le flanc confédéré.[réf. nécessaire]
Au lever du jour, le 23, Blunt ouvre la bataille en envoyant Jennison et Ford sur le Brush Creek gelé avec leurs tirailleurs. Avançant jusqu'à une crête, les forces de l'Union engagent les confédérés à découvert vers le sud. Les divisions rebelles de Joseph O. Shelby et James Fagan reçoivent entre-temps l'ordre de Price pour maintenir Curtis en face de Westport. Shelby contre-attaque avec la célèbre brigade de fer avec M. Jeff Thompson à sa tête. Cette attaque repousse les fédéraux flanqués vers le ruisseau. La brigade de Moonlight est frappée si fortement qu'elle est contrainte de revenir sur les hauteurs de la crête ouest du Brush Creek, sur ce qui est maintenant Westwood, au Kansas, tandis que la brigade de Jennison se retire presque dans les rues de Westport. Il apparaît à ce moment que les confédérés peuvent l'emporter.[réf. nécessaire]
Mais cela ne sera pas. La force de Shelby est à court de munitions, et reste sur les hauteurs au sud du Brush Creek. C'est aussi à cette heure décisive que la brigade du colonel Blair arrive et Curtis entend les canons de Pleasonton engageant les confédérés à proximité de Byram's Ford. Le commandant de l'Union chevauche vers les lignes de front et dirige personnellement les troupes de Blair dans la bataille à l'ouest de Jennison. Les fédéraux renforcés chargent à travers le ruisseau, une fois de plus, avec Blair à leur tête, mais sont de nouveau repoussés et se retirent sur la rive nord.[réf. nécessaire]
Ayant besoin d'une autre option que les assauts frontaux, Curtis décide de chercher un point faible ailleurs dans les lignes rebelles. Ses éclaireurs trouvent un fermier de la région du nom de George Thoman, qui est prêt à aider les fédéraux alors que les confédérés ont pris la fuite avec son cheval la nuit précédente. Thoman montre à Curtis un ravin, coupé par le Swan Creek, courant jusqu'à une montée le long du flanc gauche de Shelby. Curtis mène personnellement son escorte de quartier général et la batterie du neuvième du Wisconsin par ce ravin. Pendant ce temps, Blunt continue de pousser Jennison et Ford vers le haut le Brush Creek, faisant des progrès lents jusqu'à ce que le 9th Wisconsin ouvre le feu sur le flanc et l'arrière confédérés. Encouragés, les hommes de Blunt se précipitent  maintenant sur la crête, mais les hommes de Shelby se battent obstinément et un combat en va-et-vient a lieu dans la prairie. L'armée de l'Union prend progressivement le dessus, lentement, poussant les brigades de Shelby vers la maison Wornall.[réf. nécessaire]

### Combat pour les gués
Alors que le désastre s'abat sur Shelby et Fagan, un sort semblable se déroule sur l'arrière-garde de Price, commandée par Marmaduke, à Byram's Ford. Une division de l'armée de Price commandée par le général Shelby a forcé un passage à un gué le 22 (la veille de la bataille), obligeant les défenseurs fédéraux à retraiter vers Westport. Le collègue de Shelby, le général Marmaduke a ensuite établi sa propre ligne de défense sur la rive ouest de la rivière pour tenir à distance la cavalerie de Pleasonton, qui les presse dur à l'est. Si Pleasonton peut maintenant forcer son chemin à travers la rivière Blue, il serait en position de menacer l'armée de Price ainsi que son ravitaillement.[réf. nécessaire]
La division de Marmaduke est attaquée par trois brigades de Pleasonton à partir de 8 heures du matin le 23 ; les confédérés parviennent initialement à tenir. Un des commandants de brigade de l'Union, le brigadier général Egbert B. Brown, stoppe son attaque et est placé aux arrêts par Pleasonton pour avoir désobéi à des ordres. Un autre commandant de brigade de Pleasonton, le colonel Edward F. Winslow, est blessé et remplacé par le lieutenant-colonel Frederick Benteen, qui chevauchera plus tard vers la gloire à la bataille de Little Bighorn. En dépit de ces revers, les troupes fédérales atteignent la rive ouest à 11 heures et Marmaduke retraite. Alors que la brigade de Brown (maintenant dirigée par le colonel John F. Philips) traverse le gué de la rivière, elle se retrouve sous le feu nourri de l'artillerie de Marmaduke. Une fois qu'elle a traversé, elle charge Marmaduke dans un champ à découvert ; au cours de cette charge, les troupes de l'Union du Missouri et de l'Arkansas combattent contre des confédérés de ces deux mêmes États. Marmaduke est forcé de reculer, rejoignant Shelby et Fagan, et Blunt pilonne les restes des confédérés consolidés avec son propre canon.[réf. nécessaire]
Alors que l'armée principale confédérée est maintenant frappée durement sur les deux côtés, la quatrième brigade de Pleasonton sous les ordres du brigadier général John McNeil se met en mouvement contre une brigade rebelle sous les ordres de William Lewis Cabell gardant un second gué près de Hickman Mills. La brigade de McNeil parvient à chasser les confédérés du gué et traverser la rivière. Les colonnes fédérales convergent maintenant sur Price en provenance de trois directions différentes.[réf. nécessaire]

## Retraite confédérée
Les confédérés reculent jusqu'à leur dernière ligne de défense, le long de la route au sud de Forest Hill (actuellement Gregory Blvd), avec le colonel Jennison menant la poursuite. Maintenant trente canons de l'Union ont été amenés contre le seul canon confédéré restant. Une batterie fédérale est juste mise en place lorsque la cavalerie confédérée de l'Arkansas du colonel James H. McGhee charge par la Wornall's Lane, dans une tentative de la capturer. Le capitaine Curtis Johnson, du 15th Kansas Cavalry voit l'attaque confédérée, forme les rangs et bouge immédiatement pour les intercepter. Johnson et McGhee s'engagent personnellement l'un l'autre avec leurs revolvers ; les deux commandants sont grièvement blessés, mais survivent. Le combat se poursuit jusqu'à ce que des renforts de l'Union sécurisent la batterie.
Shelby envoie une brigade sous les ordres du colonel Sidney D. Jackman pour garantir la sécurité de ses trains de wagons, mais ceux-ci ont déjà été enlevés par ordre du général Price. Jackman est alors intercepté par le général Fagan, qui l'avertit de la présence de la cavalerie de l'Union massée (Pleasonton) qui vient de franchir la rivière Big Blue à l'est. Voyant la présence rapprochée de Pleasonton sur le flanc et l'arrière confédérés, le général Curtis a ordonné une avance générale de l'ensemble de la ligne de l'Union, avec les brigades de Blair et de Jennison menant la charge. Shelby, quant à lui, a seulement la brigade de fer de Thompson pour repousser cet assaut massif. Lorsque l'une des batteries de Pleasonton arrive pour soutenir les hommes de Curtis, les confédérés de Thompson rompent finalement et s'enfuient.
Le jour suivant, Blunt et Pleasonton se lancent à la poursuite du reste des forces de Price. Ils pourchassent Price au travers du Kansas et dans le sud du Missouri, le combattant au Marais des Cygnes, à Mine Creek, à Marmiton River, et enfin à Newtonia, forçant Price à se retirer dans le territoire Indien, à partir duquel il retourne finalement dans l'Arkansas via le Texas, et, finalement, laissant le commandant confédéré avec moins de 6 000 survivants sur sa force initiale de 12 000 lorsque sa campagne se termine officiellement le 1er novembre 1864.

### Conséquences
La bataille de Westport est l'une des plus grandes batailles à l'ouest du Mississippi, avec plus de 30 000 soldats impliqués et environ 1 500 victimes de chaque côté. La victoire de l'Union met fin à la campagne de Price dans le Missouri, et la bataille est dénommée « le Gettysburg de l'ouest ». Curtis  écrit à Henry W. Halleck après la bataille que « la victoire à Westport était la plus décisive ». La victoire de l'Union assure son contrôle sur cet État limitrophe fortement contesté, le pérennisant jusqu'à la fin de la guerre.
Ne parvenant à capturer ni Price, ni les restes en lambeaux de son armée, les forces fédérales ont réussi à rendre l'armée du Missouri incapable de toutes opérations ultérieures significatives, mettant un terme aux grandes opérations à l'Ouest du Mississippi.

## Participants notables
Plusieurs participants de la bataille acquièrent plus tard une renommée nationale par d'autres moyens, dont beaucoup dans le vieil ouest américain. Buffalo Bill Cody a servi comme soldat dans le 7th Kansas Cavalry (« Jayhawkers de Jennison »). Wild Bill Hickock a servi d'éclaireur pour le général Curtis. Frederick Benteen, qui a assumé le commandement d'une brigade à Byram's Ford, combattra ensuite avec  George Custer à la bataille de Little Bighorn. L'homme de la montagne John "Liver Eating" Johnson (connu sous le nom de Jeremiah Johnson) s'est enrôlé dans l'U.S. Navy avant la guerre et le 24 février 1864, il a rejoint la compagnie A, 3rd Regiment, Colorado Cavalry Volunteer du « dépôt de Saint-Louis ». Avec ce régiment, il se bat pour l'Union lors de la bataille de Westport.
Trois officiers de l'Union à Westport deviendront plus tard gouverneurs d'un État après-guerre : Samuel J. Crawford  devient gouverneur du Kansas, tandis que John Lourie Beveridge devient gouverneur de l'Illinois. Thomas Theodore Crittenden devient gouverneur du Missouri et est enterré plus tard au cimetière de Forest Hill, lieu de combat pendant la retraite de Westport de Price. Les sénateurs Jim Lane et Samuel C. Pomeroy servent dans l'état-major de Curtis alors que les futurs sénateurs américains Preston B. Plumb et Edmund G. Ross servent en tant qu'officiers fédéraux.
L'ancien lieutenant-gouverneur Thomas C. Reynolds a rejoint l'état-major du général Price, dans l'espoir que l'armée de Price pourrait capturer Jefferson City et l'installer comme gouverneur d'un régime confédéré dans le Missouri. Price a servi avant-guerre comme gouverneur du Missouri, tandis que Marmaduke servira plus tard après-guerre comme gouverneur du Missouri.

## Mémoire

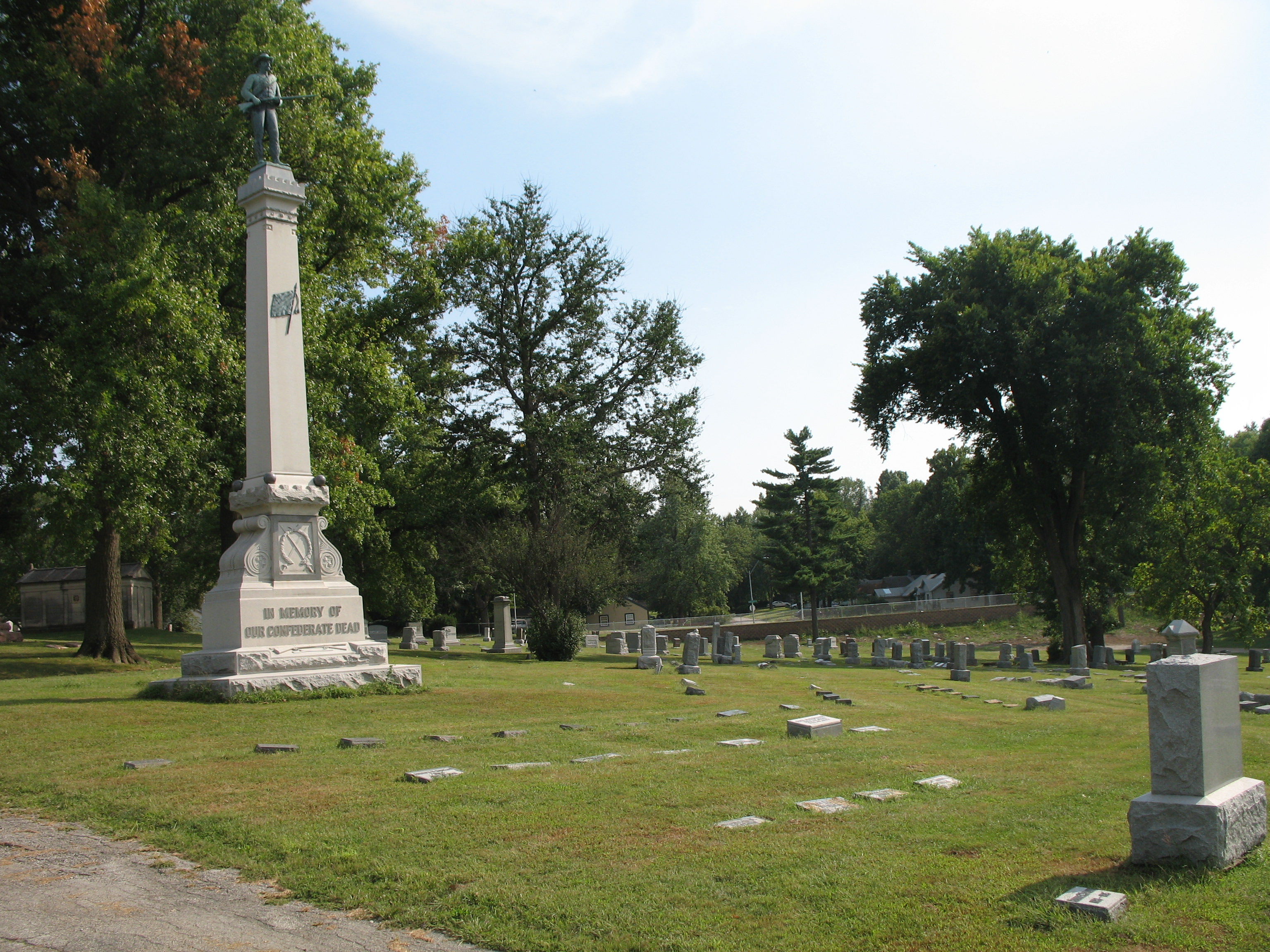
Mémorial eu confédéré mort sur les hautes terres au cimetière de Forest Hill, à Kansas City. Joseph O. Shelby est enterré près du mémorial ; Waldo P. Johnson est enterré derrière.

Bien que beaucoup de signes et de pancartes commémorant certains aspects de la bataille de Westport soient présents dans Kansas City aujourd'hui, le principal monument de la bataille est situé dans le quartier de Sunset Hill (en) juste au sud du Country Club Plaza. Parce que le centre du champ de bataille principal comprend l'actuel Loose Park et une partie du campus inférieur (Wornall) du lycée Pembroke Hill, le mémorial se trouve à l'extrémité sud de Loose Park, le long de West 55th Street.
Le musée de la bataille de Westport et le centre des visiteurs, situé à Swope Park, retrace les expériences des soldats et des civils pendant les trois jours de la bataille.
Un « circuit routier de la bataille de Westport » commence dans Westport à Kelly's Westport Inn, le plus vieux bâtiment de Kansas City, au Missouri. Il comprend une série d'affiches, une à chaque arrêt, donnant à la fois un historique détaillé de ce qui s'est déroulé à l'endroit et les directions des prochains arrêts. Les arrêts le long du circuit sans guide comprennent le Wornall House, qui a servi d'hôpital pendant la bataille, et le cimetière de Forrest Hill, le lieu de sépulture de beaucoup d'hommes et d'officiers de la brigade de fer du général Joseph Shelby, dont le général Shelby lui-même.
Le musée Trailside Center à Kansas City a plusieurs expositions et matériaux de recherches liés à la bataille.

## Préservation du champ de bataille
Les premiers pas vers la commémoration de la bataille de Westport ont lieu au début du XXe siècle. En 1906, l'historien local Paul Jenkins publie sa « bataille de Westport », tandis que l'engagement de Byram's Ford est reconstitué dans Swope Park en 1912. Pendant les années 1920, les dirigeants sous la direction de H. H. Crittenden de la société historique de la vallée du Missouri conçoivent un plan pour sauver les sites de la bataille de Westport près des actuels Loose Park et Byram's Ford. Le père de Crittenden est le colonel Thomas Crittenden, qui dirigeait l'une des brigades de cavalerie de l'Union lors de la bataille de Byram's Ford, avant de devenir gouverneur du Missouri. Le maire et le conseil de Kansas City adoptent des ordonnances reconnaissant ces sites ; cela est suivi par l'introduction d'un projet de loi en 1924 au Congrès des États-Unis pour créer un parc national militaire. Cette tentative s'avère infructueuse, et les efforts commémoratifs cessent pendant plusieurs années. Pendant les années 1950, une grande partie du champ de bataille est perturbée par la construction commerciale et industrielle, bien que le promoteur d'un complexe industriel ait érigé un mémorial près de la route historique de la route de Byram's Ford.
À la veille du centenaire de la guerre de Sécession en 1958, la « table ronde de guerre de Sécession de Kansas City » est créée avec l'ancien président Harry S. Truman en tant que membre fondateur. Le Dr Howard N. Monnett, membre de cette table ronde, fait des recherches, parle et écrit beaucoup sur ce qu'il appelle « l'action avant Westport ». Son livre de ce titre est publié en 1964 pour le centenaire de la bataille. L'enthousiasme du Dr Monnett aboutit à la création d'une visite automobile des sites de la bataille largement dispersés. En 1979, les fondateurs du Fonds Monnett ont réussi à collecter des fonds pour installer des bornes permanentes dans 25 sites et ont créé un circuit automobile sans guide. Ces marqueurs comprennent un monument situé sur le site de la prairie, et plusieurs marqueurs en bordure de voie sur Bloody Hill à proximité. Le champ de bataille est inscrit sur le Registre national des lieux historiques en 1989, après l'acquisition par le fonds de 50 acres (202 343 m2) du champ de bataille de Westport, y compris le site de Byram's Ford lui-même. La propriété est transférée au département des parcs de Kansas City en avril 1995, et les études archéologiques de 1996 révèlent des artefacts provenant de la bataille dans et autour de la région de Byram Ford,.